# Lysette Anthony
Lysette Anthony (született: Lysette Anne Chodzko) (London, 1963.  szeptember 26. –) angol színésznő.

## Életpályája
A franciául és hollandul is folyékonyan beszélő Lysette színészcsaládból származik, az édesapja és édesanyja is e mesterséget űzte. A fiatal Lysette már tízéves korában fellépett a Pinocchióban a londoni West Enden. Első filmszerepét a Walter Scott regényéből adaptált Ivanhoe című tévéprodukcióban kapta, ahol Lady Rowena bőrébe bújt, és olyan partnerei voltak, mint James Mason és Sam Neill. Egy évvel később mutatkozott be a moziban, a Támadás a Krull bolygó ellen (Krull) című fantasyban. 1988-ban Michael Caine és Ben Kingsley mellett játszott a  Sherlock és én Without a Clue című vígjátékban.
1991-ben egy amerikai produkcióban, a Farkangyal (Switch) című vígjátékban kapott egy kisebb szerepet, majd Woody Allen is számolt vele a  Férjek és feleségekben (Husbands and Wives). 1993-ban John Travolta és  Kirstie Alley mellett volt látható a  Nicsak, ki beszél most! (Look Who's Talking Now) című vígjátékban. 1995-ben újra vígjátékban kapott lehetőséget, a  Leslie Nielsen főszereplésével készült Drakula halott és élveziben (Dracula: Dead and Loving It). 1996-ban az akkori ügyeletes James Bond, Pierce Brosnan feleségét alakította a  Robinson Crusoe kalandos élete (Robinson Crusoe) című Daniel Defoe adaptációban. Ezután főszerepet játszott Az ördög gyermeke (Misbegotten) című thrillerben.
2001-ben Patrick Bergin oldalán játszott a Loch Ness mélyén (Beneath Loch Ness) című akciófilmben, majd 2002-ben a Farewell to Harry című filmdrámában tűnt fel.

## Filmjei
- Twist Olivér (1982)
- Támadás a Krull bolygó ellen (1983)
- Three Up Two Down (1985-1989)
- Oliver Twist (1985)
- Szenvedély végszóra (1986)
- A király új ruhája (1987)
- Ki látta Eileen W-t? (1987)
- Hasfelmetsző Jack (1988)
- Sherlock és én (1988)
- Lady és az útonálló (1989)
- Titok Monte Carlóban (1990)
- Farkangyal (1991)
- Férjek és feleségek (1992)
- Trópusi nyomozók (1993)
- A disznó órája (1993)
- Mesék a kriptából (1993)
- Nicsak, ki beszél most! (1993)
- Ments meg, mert ölnöm kell! (1994)
- Tettes vagy áldozat (1994)
- Kemény igazság (1994)
- Hideglelés (1995)
- Drakula halott és élvezi (1995)
- Robinson Crusoe kalandos élete (1997)
- Az ördög gyermeke (1997)
- Múmia mese (1998)
- Hegylakó – A holló (1999)
- Night & Day (2001-2003)
- Loch Ness mélyén (2001)
- The Bill (2003-2004)
- Doktorok (2007-2015)
- Baleseti sebészet (2007-2009)
- Hollyoaks (2008-2017)
- Holby Városi Kórház (2013)